# Physalaemus santafecinus
Physalaemus santafecinus es una especie  de anfibios de la familia Leptodactylidae.

## Distribución geográfica
Se encuentra en Argentina y, posiblemente, Uruguay. 

## Estado de conservación
A pesar de estar categorizada como "preocupación menor" por la UICN, la contaminación del suelo y aguas por efecto de agricultura, industrias y asentamientos humanos, suponen una amenaza a la conservación de esta especie, al igual que ocurre con la destrucción de hábitat.